# Берек
Берек (хорв. Berek) — община с центром в одноимённом посёлке в центральной части Хорватии, в Беловарско-Билогорской жупании. Население общины 1443 человека (2011), население посёлка — 447 человек. В состав общины кроме административного центра входят ещё 12 деревень.
Большинство населения общины составляют хорваты — 91,7 %, сербы составляют 5 % населения.
Населённые пункты общины находятся в холмистой местности на северной оконечности региона Мославина. В 15 км к западу расположен город Чазма, в 15 км к северу — Бьеловар. Берек соединён местными дорогами с окрестными населёнными пунктами. Железные дороги по территории общины не проходят.